# Raba Wyżna

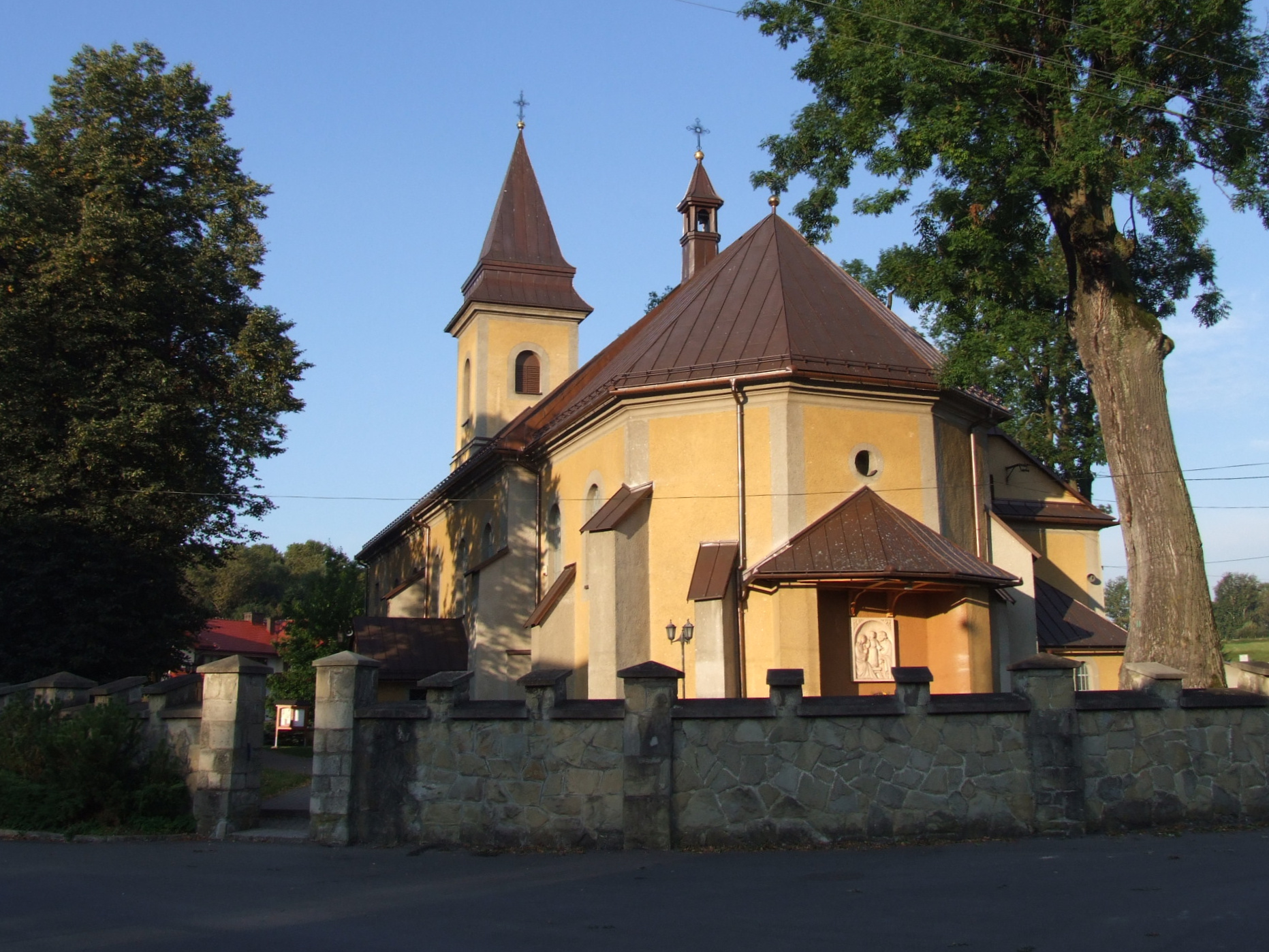
Kościół w Rabie Wyżnej

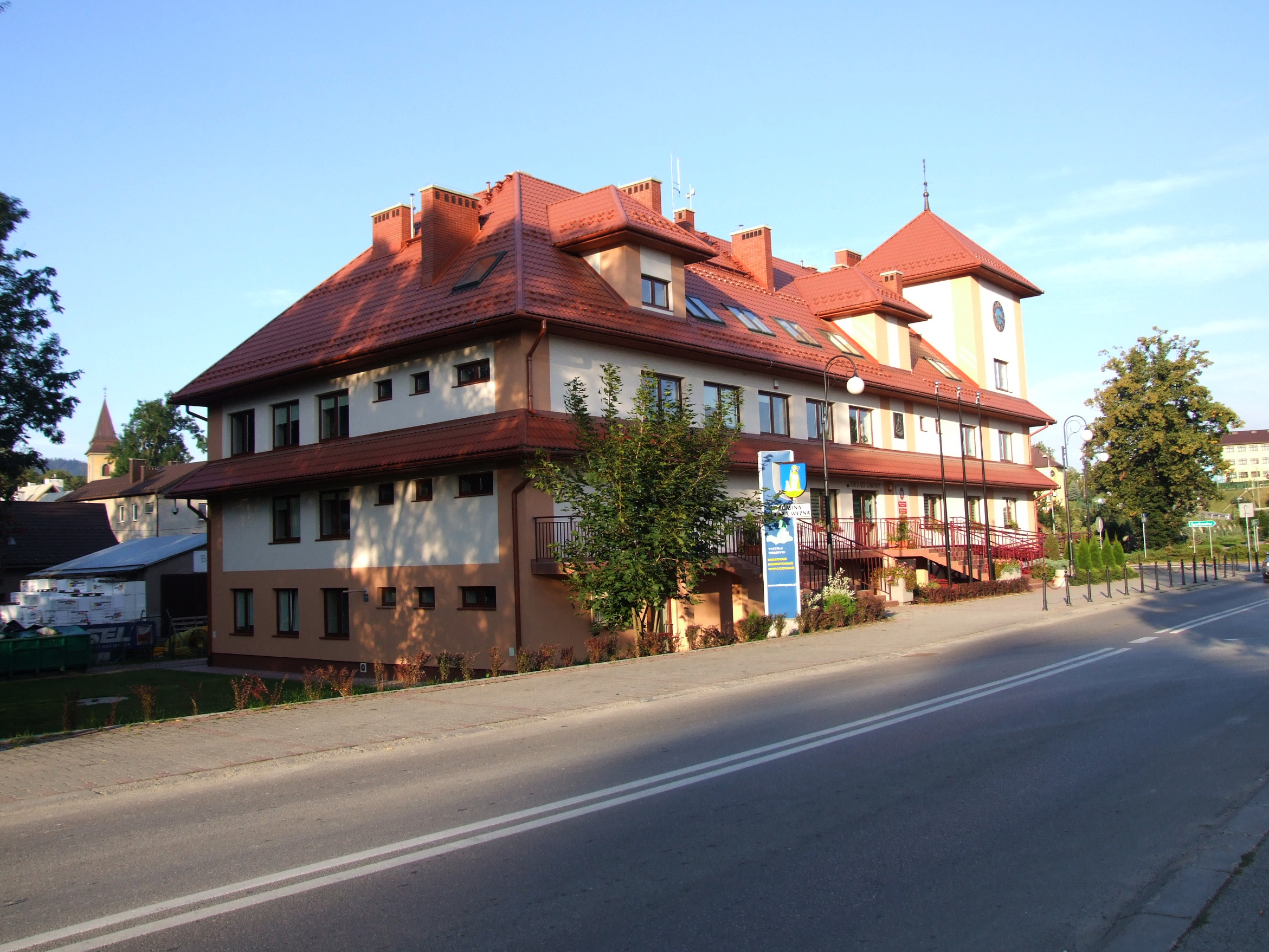
Budynek Urzędu Gminy w Rabie Wyżnej

Raba Wyżna – wieś w Polsce, położona w województwie małopolskim, w powiecie nowotarskim, w gminie Raba Wyżna, nad rzeką Rabą. Siedziba władz gminy Raba Wyżna.
Pod względem geograficznym znajduje się w Kotlinie Rabczańskiej.
| części wsi | Arendarczykówka, Bielańskówka, Bielówka, Bogdałówka, Buczkówka, Domałówka, Dudorówka, Jardusiówka, Jaskówka, Jochymówka, Kapołkówka, Komorówka, Kordułówka, Łopatkówka, Łysa Góra, Mardyłówka, Możdżeniówka, Nowalanówka, Olesiakówka, Pałaszówka, Piekarczykówka, Pietrzakówka, Pudłówka, Rabice, Role, Sagułówka, Sołówka, Sośniakówka, Stramówka, Szczyptówka, Wędziarzówka, Węgrzynówka, Wójcikówka, Wojtusiówka, Zagroda, Zarębówka, Ziębówka |

## Historia

### Okres do roku 1945
Jedna z pierwszych wzmianek o wsi Raba Wyżna (jako Raba) znajduje się w rejestrach poborowych Królestwa Polskiego z 1581 roku. Wynika z nich, że wieś należała do dóbr Kasztelana krakowskiego Wawrzyńca Spytka Jordana.
W latach 1846–1847 wieś dotknęła klęska głodu będąca następstwem nieurodzaju, oraz epidemia tyfusu. Zmarła wówczas 1/3 mieszkańców wsi (według ksiąg metrykalnych codziennie umierały około 3–4 osoby). Dlatego właśnie wtedy podjęto decyzję o założeniu nowego cmentarza – i jak to zostało odnotowane w Kronice parafialnej przez ówczesnego proboszcza ks. Gottfrieda Fitza: (…) tedy zostało inne miejsce na cmentarz za wsią obrane, na roli Piekarczykówce (…). Nowe miejsce pochówku, poświęcone przez dziekana makowskiego, ks. Marcina Leśniaka 21 września 1847 służy parafii św. Stanisława BM w Rabie Wyżnej do dziś (cmentarz parafialny był powiększany stopniowo, ostatnio nową część cmentarza poświęcił ówczesny biskup pomocniczy krakowski, a obecnie biskup polowy Wojska Polskiego, Józef Guzdek podczas wizytacji w 2007). Epidemie tyfusu i dyzenterii powracały w kolejnych latach. Zdarzały się też pojedyncze przypadki zgonów na cholerę.
We wrześniu 1899 roku otwarto linię kolejową Chabówka – Zakopane ze stacją Raba Wyżna. W 1902 roku zbudowano w Rabie Wyżnej Pałac Głowińskich w stylu secesyjnym dla Jana Zdunia, według projektu Konrada Khula. Od 1906 roku działa we wsi Bank spółdzielczy.
W wyniku II wojny światowej wielu mieszkańców wsi opuściło swoje domy. 2 września przez wieś przetoczyła się bitwa, w wyniku której spalono ok. 40 domów. Zginęło kilkanaście osób cywilnych. 3 września Niemcy zatrzymali sporą grupę mężczyzn idących na niedzielną mszę do kościoła. Zostali oni wywiezieni do obozu pracy w miejscowości Mauthausen na terenie Austrii. W 1941 roku Niemcy zabrali dzwony z kościoła. W 1943 roku zajęli pałac. W 1945 majątek dziedziców został odebrany prawowitym właścicielom.

### Okres po II wojnie światowej
Od 1946 roku rozpoczęto prace mające na celu odbudowę wsi zniszczonej podczas wojny. W 1957 roku ukończono budowę Urzędu Gminy, a w 1961 wiejskiego domu towarowego (WDT). 1 czerwca 1964 roku przystąpiono do budowy nowego budynku szkoły, która została uroczyście oddana do użytku 12 września 1965 roku. Nadano jej imię Władysława Broniewskiego, natomiast od czerwca 2000 roku szkole podstawowej w Rabie Wyżnej patronuje święta Jadwiga Królowa.
W latach 1954-1972 wieś była siedzibą gromady Raba Wyżna. W latach 1975–1998 wieś znajdowała się w województwie nowosądeckim.
W 1973 roku w wyniku reformy administracji Raba Wyżna została siedzibą gminy, w skład której weszły też miejscowości: Bielanka, Sieniawa, Podsarnie, Bukowina Osiedle, Harkabuz, Spytkowice, Skawa i Rokiciny Podhalańskie.
W 1994 roku na miejscu starego, zbudowano nowe przedszkole, a we wrześniu 2002 roku budynek Gimnazjum im. Ojca Świętego Jana Pawła II. 1 września 2019 roku budynek po gimnazjum przejęła szkoła podstawowa im. świętej Jadwigi Królowej. W 2000 roku otwarty został Dom Opiekuńczo-Leczniczy im. Błogosławionej Siostry Faustyny, który został poświęcony przez ks. kardynała Franciszka Macharskiego.  W marcu 2002 roku władze gminy przyjęły herb i wzór flagi. W lipcu 2004 roku były prezydent Lech Wałęsa dokonał otwarcia drogi „Solidarności”, prowadzącej z Raby Wyżnej do Harkabuza i Bukowiny na Orawie.

## Zabytki
Obiekty wpisane do rejestru zabytków nieruchomych województwa małopolskiego.
- Kościół parafialny pw. św. Stanisława BM, otoczenie, drzewostan;
- kaplica III Upadku Pana Jezusa, starodrzew;
- kaplica rodziny Zduniów na cmentarzu parafailnym;
- zespół dworsko-parkowy.

## Kultura
Z Raby Wyżnej wywodzi się zespół Mała Armia Janosika, wykonujący muzykę folkową i ludową zainspirowaną góralską kulturą Podhala, powstały w 2015 roku z inicjatywy skrzypka Damiana Pałasza. Grupa wystąpiła między innymi podczas Koncertu dla Niepodległej w 2018 roku na Stadionie Narodowym w Warszawie. Występ oglądało 40 tys. widzów zebranych na stadionie oraz 7 mln zgromadzonych przed telewizorami. Mała Armia Janosika pojawiła się podczas uroczystych wydarzeń, transmitowanych przez największe stacje telewizyjne w Polsce, jak na przykład Solidarni z Białorusią (TVP Polonia), Ceremonia Zamknięcia Letnich Igrzysk Europejskich Kraków–Małopolska 2023 (TVP1) czy „Stay Together – Nie bądź obojętny” (Polsat). Damian Pałasz wziął też udział w 55. Krajowym Festiwalu Piosenki Polskiej w Opolu, wraz z grupą InoRos w konkursie „Hit na Mundial”. Na festiwalu XIV FilmAT Festival w Warszawie w 2019 roku zespół Mała Armia Janosika uzyskał nagrodę za wartości patriotyczne teledysku „Białe róże”, który wyróżniono też w kategorii historia i dziedzictwo. Sam założyciel zespołu, Damian Pałasz, dwukrotnie wygrywał w plebiscycie Gazety Krakowskiej na „Osobowość Roku” (2017, 2018).

## Sport
We wsi istnieje od 1946 Ludowy Klub Sportowy „Orkan” Raba Wyżna. Seniorzy LKS „Orkan” Raba Wyżna aktualnie w sezonie 2022/2023 grają w 5 lidze (Liga okręgowa, grupa podhalańsko-limanowska). Drużyna juniorów starszych „Orkana” Raba Wyżna występuje obecnie w Małopolskiej Lidze Juniorów Starszych A1 Junior. W sezonie 2005/2006 juniorzy starsi trenowani przez Wiesława Lewandowskiego uzyskali awans do I ligi Podhale i w sezonie 2006/2007 zdobyli Mistrzostwo Podhala 2007.

## Religia
W 1985 roku powstał na stokach rabskiej góry krzyż milenijny będący wierną kopią krzyża na Giewoncie. Został on poświęcony w Wielki Piątek przez ówczesnego biskupa pomocniczego krakowskiego, a obecnie arcybiskupa seniora archidiecezji warszawskiej, kardynała Kazimierza Nycza.
26 lipca 1998 roku miały miejsce prymicje ks. bp. Stanisława Dziwisza, pochodzącego z Raby Wyżnej, z kolei 7 maja 2006 roku odbyły się jego prymicje kardynalskie jako metropolity krakowskiego. 4 maja 2008 odsłonięto pomnik Jana Pawła II autorstwa Marka Szali, upamiętniający 30-lecie pontyfikatu papieża i jubileusz 10-lecia święceń biskupich kard. Stanisława Dziwisza.

## Ludzie związani z Rabą Wyżną[25]
- Wanda Czubernatowa – poetka
- Stanisław Dziwisz – kardynał
- Halina Ekier – pianistka
- Kazimierz Kowalczyk – rzeźbiarz
- Damian Pałasz – polski producent muzyczny, założyciel zespołu Mała Armia Janosika
- Edward Siarka – poseł na Sejm
- Wacław Hieronim Sierakowski – biskup
- Joanna Słodyczka-Gruca – poetka
- Dawid Wędziarz – rzeźbiarz
- Izabela Zającówna – poetka
- Jan Zieliński – aktor[26].